# 林肯英畝 (加利福尼亞州)
林肯英畝（英語：Lincoln Acres）是位於美國加利福尼亞州聖地牙哥縣的一個非建制地區。該地的面積和人口皆未知。

## 地理
林肯英畝的座標為32°40′04″N 117°04′22″W / 32.66778°N 117.07278°W，而該地的平均海拔高度為289米（即950英尺）。